# Amatersko gledališče
Amatersko gledališče, celotno ljubiteljsko gledališko gibanje ali organizacijska oblika delovanja amaterskih gledaliških skupin. Gledališki amaterizem je ena izmed najbolj množičnih ustvarjalnosti ljubiteljske kulture in ima dolgo tradicijo; vključuje odrasle, mladinske in otroške gledališke, recitatorske, lutkovne skupine in krožke ter amaterska gledališča.
Prvi amaterski igralci, ki so igrali 1657 v slovenskem jeziku, so bili študentje jezuitskega kolegija v Ljubljani. Tudi drugi začetki slovenskega gledališča izhajajo iz amaterskih uprizoritvenih prizadevanj. Ta so se zelo razširila po 1848 hkrati z nastajanjem novih slovenskih društev. Znane so prireditve z igrami in recitacijami. Čitalniško gibanje po 1860 je dokončno uveljavilo množično ljubiteljsko dejavnost, obenem pa zapustilo v njej tudi dediščino veselične brezidejnosti, diletantizma in nekritičnosti. Medtem ko je 1848 že sprožilo načrte za profesionalizacijo slovenskega gledališča, pa ji politične razmere niso bile naklonjene, je ustanovitev Dramatičnega društva 1867 v Ljubljani ustvarila osnovne razmere za to profesionalizacijo, hkrati pa tudi programska, strokovna in organizacijska izhodišča za spodbujanje in usmerjanje kvalitetne rasti ljubiteljstva. Z zbirko Slovenska Talija, ki je 1867-96 v 60 zvezkih objavila 118 deloma izvirnih, večinoma pa prevedenih in prirejenih iger, je nastala repertoarna osnova za ljubiteljsko igranje, temeljne programske, organizacijske in igralsko izvedbene napotke pa so amaterji dobili s Priročno knjigo, ki je v redakciji Josipa Nollija izšla kot 1. zvezek zbirke.
V obdobju 1867-1914 sta se poklicno in amatersko gledališče razvijala v tesni medsebojni povezavi. Meščanske, kmečke in pozneje delavske, študentske in mladinske igralske skupine, ki so delovale v dramatičnih društvih, narodnih čitalnicah, katoliških društvih, dramskih odsekih, društvih Vzajemnost in Svoboda, so z množično dejavnostjo prebujale slovensko narodno in kulturno zavest. Z napredneje usmerjenimi repertoarnimi in uprizoritvenimi prizadevanji, kar velja predvsem za društva Vzajemnost, pa so ustvarjale kulturno zaledje za uveljavljanje samosvojega umetniškega razvoja slovenskega gledališča. Z razširitvijo delovanja delavskih društev Vzajemnost na vso Slovenijo (1907-1912) in z dramsko šolo, ki jo je 1909-1910 vodil Etbin Kristan, so tudi amaterji vse pogosteje uprizarjali idejno napredna dramska dela (Cankarja, Kristana); s tem je gledališki amaterizem prvič zavestno odklonil rodoljubnoromantični in idejnokompromisni repertoar, ki ga je pod vplivom čitalniške tradicije uprizarjala večina skupin. 
Po 1. svetovni vojni se je gledališki amaterizem naglo razvijal iz 2 razlogov: poklicno gledališče v Ljubljani je ponovno začelo redno delovati, v Mariboru pa je bilo na novo ustanovljeno; narodnoobrambna pobuda ni bila več aktualna, razen za Slovence, ki so ostali zunaj Jugoslavije. Za tedanje igralske skupine je značilna različnost v kulturnopolitični, ideološki in gledališkonazorski usmerjenosti; izhajala je iz zakoreninjenosti čitalniškega diletantizma, negativne dediščine in naprednih vzorcev predvojnega delovanja, umetniških iskanj obeh poklicnih gledališč, pa tudi iz političnih, družbenih in socialnih razmer: vseslovenska Svoboda, Vzajemnost, sokolska društva, Zveza kulturnih društev, ki je izdajala zbirko gledaliških iger Oder, prosvetna društva idr. Enako usmerjene igralske skupine so se med seboj tudi povezovale. Druge, med njimi zlasti ljudski odri, so imele več ali manj stalne sezone in so se organizirale kot redna amaterska gledališča: Dramatično društvo na Ptuju, Šentjakobsko gledališče v Ljubljani, Ljudski oder v Mariboru, Čitalniški in Prosvetni oder v Kranju, Krekovo društvo, Sokolski oder in Svoboda na Jesenicah, Vesna v Zagorju → Rokodelski oder v Ljubljani, Celjski studio, Neodvisno gledališče na Ptuju idr. Uprizoritev Delakove dramatizacije Cankarjevega Hlapca Jerneja na → Delavskem odru v Ljubljani je gledališkemu amaterizmu utrla pot v iskanje lastnega gledališkega izraza. Ljubiteljsko igranje se je nadaljevalo tudi med NOB; amaterji so recitirali in igrali na mitingih, skupaj s poklicnimi igralci pa so igrali tudi v celovečernih igrah (→ ''Gledališče v NOB'').
Po osvoboditvi je amatersko dejavnost usmerjal oddelek pri ministrstvu za prosveto SRS, od 1947 Ljudska prosveta Slovenije, na 2. kongresu 1950 pa je to delo prevzela Zveza Svobod in prosvetnih društev Slovenije. V desetletju 1973-83 je gledališki amaterizem z načrtnim uvajanjem novih, samosvojih in izvirnih programskih konceptov postal vsestransko kulturno gibanje. Ta postopni in zahtevni proces kulturnega osveščanja gledaliških ljubiteljev so konec 50. let sprožile številne programske akcije Zveze Svobod in prosvetnih društev Slovenije. S pomočjo Prosvetnega servisa, ustanovljenega 1956 v Ljubljani, je Zveza Svobod organizirala izposojevalnico kostumov, rekvizitov in gledaliških besedil, strokovno priročno knjižnico in repertoarno posvetovalnico ter servis za svetlobno in tehnično opremo odrov. Po 1957 je začela izdajati zbirke Dramska knjižnica, Priročniki in Ciklostirana besedila. Za uveljavitev sodobnejšega gledališkega prepričanja, ki temelji na nenehnem soočanju ljubiteljske dejavnosti z zahtevami družbenega in kulturnega razvoja, so bile odločilne tudi letne pregledne revije igralskih skupin, ki so se začele 1958, se 1965 preimenovale v Srečanja dramskih, 1971 pa v Srečanja gledaliških skupin Slovenije. S kritičnimi pogovori so med ljubitelji spodbujala ustreznejše vrednotenje lastnih uprizoritvenih dosežkov. Na 1. reviji igralskih skupin Slovenije v Velenju je sodelovalo le 7 skupin. Že naslednje leto pa je bila poleg republiške organizirana rudi 1. revija igralskih skupin mariborskega okraja. Kmalu so ji sledile druge okrajne revije, pozneje pa področna in občinska srečanja. Še odločilnejši vpliv na spreminjanje zastarele miselnosti so imelo strokovni seminarji, v začetku namenjeni usposabljanju amaterskih režiserjev. Prvega je organizirala Zveza Svobod 1959 v Kopru. Seminarji so se postopoma preoblikovali v redno, načrtno in strokovno vodeno vzgajanje vseh amaterskih gledaliških kadrov, ki delujejo v SRS in na celotnem slovenskem kulturnem prostoru. Od 1981 so osrednji seminarji v Radencih. Vsakoletni seminarji za mentorje gledaliških krožkov so se začeli 1970, z Našo besedo 70 v Idriji in Celju pa so se začele osrednje in poznejše območne in občinske pregledne prireditve gledališke ustvarjalnosti mladih in najmlajših gledališčnikov. Združenje gledaliških skupin Slovenije, ustanovljeno 1970, je s številnimi programskimi akcijami, predvsem s strokovno pomočjo gledališkim skupinam, uspelo spremeniti zastarelo miselnost v osveščeno kulturno gibanje. 
V Sloveniji deluje v okviru Zveze kulturnih organizacij Slovenije okoli 900 odraslih, mladinskih in pionirskih gledaliških, recitatorskih in lutkovnih skupin in krožkov, od tega 14 gledališč. Zamejski Slovenci na Madžarskem (Nindrik indrik, Vesejli pajdaši), v Avstriji in Italiji imajo okoli 150 gledaliških in lutkovnih skupin, ki se povezujejo z amaterskim gledališčem in s strokovnjaki v Sloveniji. Amaterska gledališka dejavnost je po 2. svetovni vojni pričela upadati.